# Présidents de Conseils d'arrondissement de la Ville de Québec
Chaque arrondissement de la Ville de Québec dispose d'un président. Puisque le nombre d'arrondissements est passé de huit à six le 1er novembre 2009, deux listes sont ici présentes.

## Depuis le1ernovembre 2009

### La Cité-Limoilou
- 11 novembre 2009 - : Suzanne Verreault

### Les Rivières
- 11 novembre 2009 - : Gérald Poirier

### Sainte-Foy–Sillery–Cap-Rouge
- 11 novembre 2009 - : Francine Lortie

### Charlesbourg
- 11 novembre 2009 - : Odette Simoneau

### Beauport
- 11 novembre 2009 - : Lisette Lepage

### La Haute-Saint-Charles
- 11 novembre 2009  - : Steeve Verret

## De janvier 2002 au 31 octobre 2009

### La Cité
- 1er janvier 2002 - 31 décembre 2005: Yvon Bussières
- 1er janvier 2006 - 31 octobre 2009 : Louise Lapointe

### Les Rivières
- 1er janvier 2002 - 31 octobre 2009 : Gérald Poirier

### Sainte-Foy–Sillery
- 1er janvier 2002 - 7 février 2005 : Claude Allard
- 7 février 2005: - 16 mai 2005: Louis-Gilles Bolduc
- 16 mai 2005: - 31 décembre 2005: Gilles Latulippe
- 1er janvier 2006 - 31 octobre 2009 : Francine Bouchard

### Charlesbourg
- 1er janvier 2002 - 31 décembre 2005 : Ralph Mercier
- 1er janvier 2006 - 31 octobre 2009 : Jean-Marie Laliberté

### Beauport
- 1er janvier 2002 - 7 novembre 2005: Jacques Langlois
- 7 novembre 2005 - 31 décembre 2005: Jean-Luc Duclos
- 1er janvier 2006 - 31 octobre 2009 : André Letendre

### Limoilou
- 1er janvier 2002 - 31 décembre 2005: France Dupont
- 1er janvier 2006 - 31 octobre 2009 : Alain Loubier

### La Haute-Saint-Charles
- 1er janvier 2002 - 31 décembre 2005: Renaud Auclair
- 1er janvier 2006 - 31 octobre 2009 : Steeve Verret

### Laurentien
- 1er janvier 2002 - 31 décembre 2005: Marcel Corriveau
- 1er janvier 2006 - 31 octobre 2009 : Jean-Marie Matte